# Nieuw programmeringsmodel
Het nieuwe programmeringsmodel is een model voor de Nederlandse publieke televisiezenders Nederland 1, 2 en 3 dat aan het begin van seizoen 2006/2007 werd ingevoerd. In het nieuwe model hebben de omroepen geen eigen thuisnet meer. Het schema is horizontaal geprogrammeerd om tot een vast ritme in de zenders te komen. Een soortgelijk model werd ook een aantal jaren bij de publieke radiozenders toegepast.

## Nederland 1
Nederland 1 moest de zender met de hoogste kijkcijfers van de publieke omroep worden. Het is (net als RTL 4 en SBS6) gericht op de gehele familie. Het verwachte marktaandeel was 16,5%. Met de invoering van het nieuwe programmeringsmodel begon de zender op werkdagen met de voormalige vooravond zoals die voordien bij Nederland 2 te zien was.
- 18.00 uur - NOS Journaal
- 18.15 uur - EenVandaag (voorheen op Nederland 2 onder de titel TweeVandaag) gevolgd door het NOS Sportjournaal
- 19.00 uur - Lingo
- 19.30 uur - een medisch programma zoals Ingang Oost of Afslag UMC Utrecht
- 20.00 uur - NOS Journaal

Daarna werd tot 23.00 uur ruimte gereserveerd voor miljoenenprogramma's als Blik op de weg, Spoorloos, de TROS TV Show, TROS Radar, Herexamen en Puberruil. Om 23.00 uur begon in het nieuwe model Pauw & Witteman, een dagelijks praatprogramma dat een vervolg was op Woestijnruiters.

## Nederland 2
Vanaf seizoen 2006/2007 werd Nederland 2 de zender met de verdiepende programma's. In de wandelgangen was niet iedereen te spreken over de indeling van deze zender. Een omroepbaas: "Wij zeggen hier: zet je Nederland 2 straks om 18.00 uur aan, dan wil je om 20.00 uur zelfmoord plegen." Het verwachte marktaandeel was 8,5%.
De horizontale programmering voor Nederland 2 zag er met de invoering van het nieuwe programmeringsmodel als volgt uit:
- 17.35 uur - MAX & Catherine
- 18.30 uur - That's the Question (voorheen op Nederland 1)
- 19.00 uur - Man bijt hond (voorheen op Nederland 1)
- 19.25 uur - NOS Journaal van 2 minuten
- 19.30 uur - Netwerk (voorheen op Nederland 1)

Vervolgens kwam er plaats voor programma's als PREMtime, Club van 100, Twee voor twaalf, Het Elfde Uur en Tegenlicht.

## Nederland 3
Het nieuwe Nederland 3 moest een jong publiek aanspreken en daarom werd besloten dat de jongerenomroep BNN voortaan het merendeel van zijn programma's op deze zender moest uitzenden. Ook wedstrijden voor de UEFA Cup en de Champions League kregen hier hun plaats. Het verwachte marktaandeel was 8,5%.
- 19.00 uur - ONM (voorheen op Nederland 2)
- 19.30 uur - De Wereld Draait Door (hiervoor ook al op Nederland 3)
- 20.30 uur - kijkcijferhits zoals UEFA Cup-voetbal en Keuringsdienst van Waarde

Op de zender werd tijd gereserveerd voor veel buitenlandse producties, zoals Little Britain, Six Feet Under en The Sopranos, maar ook voor Nederlandse speelfilms en cabaret.
Tot begin 2007 sloot de zender de dag om 23.25 uur af met het programma De Staat van Verwarring, een soort internetforum op televisie waarin iedereen commentaar mocht geven op de actualiteit. Ook worden er in de nacht van vrijdag op zaterdag de nachtelijke radioprogramma's van 3FM rechtstreeks op dit net uitgezonden. Onder andere Nachtegiel werd hier een van de programma's.

## Geschiedenis
Het nieuwe programmeermodel werd voorafgegaan door:
- het verzuilingsmodel (1951-1964)
- de vaste avonden en wisselavonden (1964-1988)
- het thuisnetmodel (1988-2006)

Bij het verzuilingsmodel was er slechts één televisienet en alle vijf omroeporganisaties mochten daar elk drie uur per week op uitzenden. In 1964 kwam er een tweede televisienet bij, waarbij gebruik werd gemaakt van vaste uitzendavonden en wisselavonden: alle A-omroepen kregen een vaste en een wisselavond op een van beide netten. Jaarlijks op 1 oktober werden de vaste avonden volgens een vast schema gewisseld. Uitzondering hierop was de VPRO die zijn vaste uitzendavond op zondag steeds behield en de EO die juist niet op zondag wilde uitzenden. Vanaf het seizoen 1975-76 vond deze vaste avond standaard plaats op Nederland 2, in 1982-'83 verhuisden ze naar Nederland 1. Vanaf 1967 werd er ook reclame op televisie uitgezonden. Toen het derde net erbij kwam, werd besloten over te gaan op het thuisnetmodel. In 2002 oordeelde een visitatiecommissie dat belangrijke groepen zoals jongeren, allochtonen en maatschappelijk minder actieven onvoldoende werden bereikt. Het thuisnetmodel kon de publieke omroep niet voor marginalisering behoeden; in 2006 werd daarom besloten over te gaan op het nieuwe programmeermodel.
Onder druk van een financieringstekort moest het landelijke omroepbestel kiezen (2005-2006) voor een nieuw model. De keuze bestond uit een thuisnetmodel waarbij enkele omroepen samen een zender beheren, en een programmeringsmodel waarbij de regie bij de Raad van Bestuur (NPO) ligt. De Raad van Bestuur was voorstander voor het programmeringsmodel, terwijl omroepen voorstander voor het thuisnetmodel waren. In december 2005 leidde dit tot acties onder programmamakers van de VARA en het programma Netwerk. Na enig uitstel besloot de raad van bestuur in januari 2006 toch het nieuwe programmeringsmodel te gaan invoeren. Met ingang van het seizoen 2006-2007 kregen deze drie televisiezenders van NPO de thema's 'breed toegankelijk', 'verdiepend', en 'jongeren'.